# Jacques Salis
Jacques Salis, né le 21 mars 1848 à Sète (Hérault) et mort le 16 novembre 1919 à Montpellier (Hérault), est un homme politique français.

## Biographie
Avocat à Sète, il en est maire et conseiller général du canton de Sète de 1877 à 1881. Il est député de l'Hérault de 1881 à 1910, siégeant au groupe de la Gauche radicale. Orateur écouté de l'extrême gauche, il s'occupe beaucoup de questions financières et sur la législation des boissons.

## Sources
- « Jacques Salis », dans Adolphe Robert et Gaston Cougny, Dictionnaire des parlementaires français, Edgar Bourloton, 1889-1891 [détail de l’édition]
- « Jacques Salis », dans le Dictionnaire des parlementaires français (1889-1940), sous la direction de Jean Jolly, PUF, 1960 [détail de l’édition]